# Cocosuma
Cocosuma est un groupe de musique électronique français, originaire de Paris. Leurs albums, publiés chez Third Side Records ont rencontré un succès critique autant que public. Certains de leur titres sont utilisés pour des compilations lounge ou trip hop.

## Biographie
Cocosuma est formé en 2001 à Paris, année durant laquelle ils publient un premier album studio, baptisé I Refuse to Grow Up. Le groupe a notamment acquis une certaine notoriété avec leur titre The Servant qui est le générique de fin de la série française Clara Sheller de Nicolas Mercier diffusée en 2005 sur France 2.
Jen.H.Ka, la première chanteuse de Cocosuma, décide de quitter le trio après le premier album pour privilégier son projet solo. Michel, à la basse et Chab, à la guitare, rencontrent alors Kacey (d'origine suédoise) qui sera leur chanteuse sur Reindeer Show the Way et We Were A Trio (malgré elle pour ce dernier, car la jeune femme a quitté le groupe avant la sortie de l'album). En 2006 sort l'album Pointing Excitedly to the Sky au Royaume-Uni. Cet album reprend uniquement des titres des deux albums précédents. En 2007, l'Anglaise Amanda devient la nouvelle vocaliste du trio. Également pianiste et bassiste occasionnelle, elle complète ses deux compères multi-instrumentistes.
En 2008 sort l'album We Will Drive Home Backwards, qui atteint la 178e place des charts français. Il est suivi deux ans plus tard, en 2010 par l'album Le Début,,. Depuis cette année, le groupe ne donne plus signe de sortie.

## Discographie

### Singles
- 2004 : Easy Terms
- 2005 : Bam! Tululu!
- 2005 : Did You Ever See
- 2007 : Charlotte's on Fire

### Compilations
- Ryūichi Sakamoto's iTunes playlist - (Tapping) the Source
- 2003 : Bande originale d'Espion mais pas trop ! - Innerlude
- 2005 : Nova Tunes 1.1 - The Servant
- 2007 : Bowie Mania - The Man Who Sold the World (inédit)